# Darko Jorgić
Darko Jorgić (Trbovlje, 30 juli 1998) is een Sloveense professioneel tafeltennisser. Hij speelt rechtshandig met de shakehandgreep.
Hij vertegenwoordigde zijn land op de Olympische Zomerspelen 2020. Beste prestatie: 5e bij het enkelspel.

## Belangrijkste resultaten
- Goud op de Europese top-16 2022.
- Goud op de Europese top-16 2023.
- Goud op de Europese top-16 2024.
- Zilver op de Europese top-16 2020.
- Zilver in het enkelspel op de Europese kampioenschappen 2022.
- Brons met het team op de Europese kampioenschappen 2017.